# Incubo finale
Incubo finale (I Still Know What You Did Last Summer), conosciuto anche sotto il nome di Incubo finale - So cosa hai fatto 2, è un film del 1998 diretto da Danny Cannon.
Film horror sequel di So cosa hai fatto (1997), ha avuto un sequel a sua volta, Leggenda mortale, uscito nel 2006.

## Trama
È passato un anno dai fatti accaduti nella Carolina del Nord il 4 luglio. La bella Julie James si è trasferita all'Università di Boston per continuare gli studi; tuttavia, è ancora traumatizzata per quello che è successo l'anno precedente ed è perseguitata da incubi e allucinazioni, dove il pescatore con un uncino al posto della mano mozzata la uccide.
Un giorno Julie e la sua amica Karla Wilson vincono un viaggio alle Bahamas partecipando ad un gioco radiofonico e quindi partono insieme a Tyrell Martin e Will Benson. Intanto Ray Bronson decide di raggiungere Julie con l'intenzione di proporle il fidanzamento e parte con il suo amico Dave; a metà strada si imbattono in un incidente, i due scendono per prestare soccorso, ma si accorgono troppo tardi che è un tranello: Dave muore, mentre Ray riesce a mettersi in salvo, facendo credere all'aggressore di averlo ucciso.
Sull'isola, completamente isolata a causa della stagione delle piogge, le cose cominciano ad assumere un'aria sinistra quando Julie vede un cadavere. L'iniziale incredulità del gruppo diventa terrore quando anche Karla, Tyrell e Will trovano i cadaveri degli altri membri dello staff; così comincia la corsa contro il tempo per salvarsi, durante la quale viene sospettato uno dei due membri dello staff superstiti, Estes, l'anziano facchino.
Tuttavia, dopo averlo catturato, egli rivela loro il tranello di cui sono stati vittime, infatti sono stati attirati lì deliberatamente: il concorso radiofonico in realtà era truccato. L'uomo racconta anche la storia familiare di Ben Willis, il pescatore assassino con cui Julie e i suoi amici avevano avuto a che fare l'anno precedente, un tempo ospite dell'isola, e Julie non ha più dubbi: è tornato per completare l'opera. Contemporaneamente Ray si sveglia in ospedale e resosi conto del pericolo, fugge dalla struttura, si procura una pistola e parte alla volta dell'isola. Intanto i ragazzi si riuniscono spaventati per poi fuggire nuovamente dopo aver assistito all'assassinio di Tyrell. Dopo varie fughe rincontrano Will che manda Karla e la barista a cercare la cassetta del pronto soccorso, rimasto solo con Julie si rivela a lei come figlio dell'uomo che tentò di ucciderla l'anno prima e la consegna al padre; Julie sta per essere uccisa ma viene salvata dal tempestivo arrivo di Ray. Nella colluttazione che segue, Will muore ucciso dal padre convinto di trafiggere Ray e Julie, con la pistola di Ray, uccide Willis. I sopravvissuti vengono infine soccorsi.
Qualche tempo dopo Julie, mentre aspetta Ray in camera da letto, trova delle strane impronte e viene afferrata da quello che sembra essere Ben Willis sotto il letto. Probabilmente il pescatore è sopravvissuto nuovamente o è un'altra allucinazione.

## Produzione
Il film è costato circa 24 milioni di dollari e il villaggio turistico alle Bahamas nel quale è stato girato è in realtà il El Tecuan Marina Resort a Costa Careyes, Jalisco, in Messico.

## Sequel
Il film ha avuto un sequel intitolato Leggenda mortale.